# Walker Scobell
Walker Scobell (Los Angeles, 5 januari 2009) is een Amerikaanse kindacteur.

## Biografie
Als kindacteur maakte Walker Scobell zijn debuut in de Netflix-film The Adam Project uit 2022. Hierin speelde hij de jongere versie van de hoofdpersoon, gespeeld door Ryan Reynolds. In hetzelfde jaar was hij te zien in de film Secret Headquarters.
In april 2022 werd Scobell aangekondigd als het titelpersonage in de Disney+ serie Percy Jackson and the Olympians. In februari 2023 maakte Scobell bekend dat het eerste seizoen gefilmd was.